# Bay City (Michigan)
Pour les articles homonymes, voir Bay City.

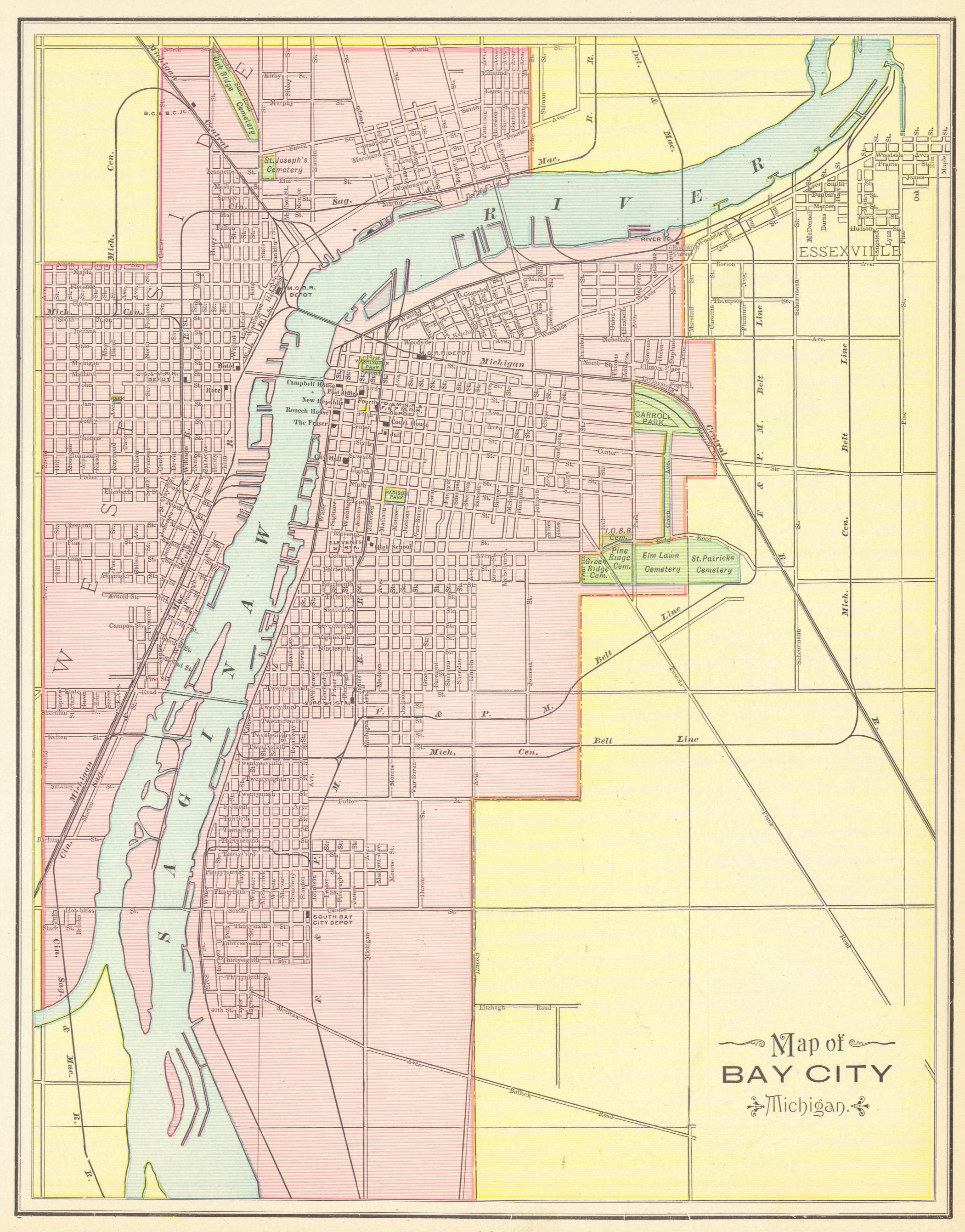
Plan de Bay City, 1898

Bay City est une cité américaine située au centre-est de la péninsule inférieure de l'État du Michigan, sur la baie de Saginaw du lac Huron. La ville est le siège du comté de Bay. Sa population s’élevait à 32 661 habitants lors du recensement de 2020. 

## Personnalités liées à la ville
- Bay City est la ville natale de la chanteuse Madonna et du catcheur Scott Steiner.
- James G. Birney, candidat à la présidence en 1844 et 1848 du Liberty Party est l’un des fondateurs de Bay City.

## Source
- (en) Cet article est partiellement ou en totalité issu de l’article de Wikipédia en anglais intitulé « Bay City, Michigan » (voir la liste des auteurs).